# Turks-Inseln
Die Turks-Inseln (englisch Turks Islands) sind eine kleine Inselgruppe im Atlantischen Ozean 142 Kilometer nördlich der Insel Hispaniola. Die Inselgruppe wird durch die Turks Island Passage von den knapp 40 Kilometer nordwestlich liegenden Caicos-Inseln und durch die tiefe, 26 Kilometer breite Mouchoir Passage von der im Osten gelegenen Mouchoir Bank getrennt. Gemeinsam mit den Caicos-Inseln bildet sie das Britische Überseegebiet der Turks- und Caicosinseln.
Es handelt sich bei den Turks überwiegend um kleine, flache und spärlich bewachsene Sandinseln. Die Inselkette, zu der rund ein Dutzend Eilande gehört, erstreckt sich von Nord nach Süd über 38,2 Kilometer Luftlinie.
Bis auf Salt Cay und Grand Turk, auf welcher Cockburn Town, Hauptort der Turks- und Caicosinseln, liegt, sind die Turks-Inseln unbewohnt.

## Liste der Turks-Inseln

### Unstrittige Inseln
| Inselname     | Anmerkung                  | Koordinaten                       | Fläche km² (ca.) | Einwohner 2012 |
| ------------- | -------------------------- | --------------------------------- | ---------------- | -------------- |
| Grand Turk    |                            | 21° 28′ 04,0″ N, 071° 08′ 23,0″ W | 17,39            | 4.831          |
| The Island    | Binneninsel                | 21° 28′ 15,0″ N, 071° 08′ 26,0″ W | 0,06             | –              |
| Gibbs Cay     |                            | 21° 26′ 30,0″ N, 071° 06′ 44,0″ W | 0,06             | –              |
| Round Cay     |                            | 21° 26′ 12,8″ N, 071° 06′ 29,0″ W | 0,01             | –              |
| Long Cay      | Pelican Cay                | 21° 24′ 52,0″ N, 071° 05′ 55,0″ W | 0,19             | –              |
| Penniston Cay |                            | 21° 22′ 31,0″ N, 071° 07′ 17,0″ W | 0,03             | –              |
| Pear Cay      | Bird Island                | 21° 22′ 23,0″ N, 071° 05′ 22,0″ W | 0,11             | –              |
| Cotton Cay    |                            | 21° 21′ 49,0″ N, 071° 09′ 09,0″ W | 1,13             | –              |
| East Cay      | Pinzon Cay/Breeches Island | 21° 21′ 20,0″ N, 071° 05′ 17,0″ W | 0,46             | –              |
| Toney Rock    | Centry                     | 21° 20′ 18,5″ N, 071° 05′ 11,7″ W | 0,005            | –              |
| Salt Cay      |                            | 21° 19′ 46,0″ N, 071° 12′ 05,0″ W | 6,47             | 108            |
| Whale Island  |                            | 21° 20′ 01,8″ N, 071° 11′ 14,2″ W | 0,003            | –              |
| Big Sand Cay  |                            | 21° 11′ 33,0″ N, 071° 14′ 55,0″ W | 0,58             | –              |

### Strittige Inseln
Little Sand Cay zwischen der Südspitze von Grand Turk Island und Cotton Cay (21° 23′ 44,4″ N, 071° 09′ 26,5″ W) misst nur wenige hundert Quadratmeter, verändert seine Größe und Lage im Zeitablauf und kann bei Springtide vollständig überflutet sein.
Endymion Rock ist vermutlich ein bis nur wenige Meter unter die Wasseroberfläche reichendes Korallenriff im Süden der Turk Bank (21° 07′ N, 071° 18′ W). Nach einer Quelle ist es eine Untiefe, an der 1790 die HMS Endymion sank und der Stelle ihren Namen gab. Auf anderen Karten ist Endymion Rock als Insel eingezeichnet.